# شرکت اکتشاف نفت خارجی کویت
شرکت اکتشاف نفت خارجی کویت (KUFPEC) یک شرکت بین المللی بالادستی است. این شرکت یکی از شرکت های تابعه شرکت نفت کویت (KPC) است و در آوریل ۱۹۸۱ تأسیس شد. این سازمان در کشف، توسعه، و استخراج نفت خام و گاز طبیعی خارج از مرزهای کویت مشارکت دارد. شرکت اکتشاف نفت خارجی کویت در ۱۰ کشور در پنج قاره از جمله استرالیا، آسیا، آفریقا، آمریکای شمالی و اروپا فعالیت می کند.

## تحولات اخیر

### واگذاری دارایی های نروژ
در نوامبر ۲۰۲۳، گروه نفت و گاز اورلین تحت کنترل دولت لهستان در حال مذاکره اولیه برای خرید سهام شرکت اکتشاف نفت خارجی کویت در تولید دارایی در فلات قاره نروژ بود. این معامله در اواخر ماه نهایی شد و شرکت اکتشافات نفت خارجی کویت تمام دارایی های خود را در نروژ به ارلین لهستانی که در نروژ به عنوان PGNiG Upstream فعالیت می کند به قیمت ۴۵۴ میلیون دلار فروخت.

### همکاری با شرکت مری پترولیوم
در نوامبر ۲۰۲۳، شرکت اکتشاف نفت خارجی کویت و مری پترولیوم (MPCL) یک توافق (MoU) امضا کردند. این توافقنامه به آنها اجازه می دهد تا در روند مناقصه برای بلوک های منتخب در داخل پاکستان و جهان، با همکاری، ارزیابی مشترک و مشارکت روند را پیش ببرند. این همکاری بخشی از برنامه مری پترولیوم برای مشارکت با شرکت‌های برتر E&P برای گسترش منطقه اکتشافی، بهبود نسبت جایگزینی ذخیره‌سازی و افزایش ارزش برای سهامدارانش است.

## دستاوردها
شرکت اکتشاف نفت خارجی کویت چندین اکتشاف مهم انجام داده است، از جمله کشف میادین گاز جنه، میعانات گازی و نفت در یمن. همچنین یک میدان نفتی جدید در جسیم و امتیاز غرب طویله مصر کشف کرد.  در سال ۲۰۲۲، شرکت اکتشاف نفت خارجی کویت در اندونزی یک مخزن نفت و گاز جدید در چاه اکتشافی آنامباس۲ در بلوک آنامباس، دریای ناتونا کشف کرد.

## گسترش در آسیا
در ژوئن ۲۰۲۳، شرکت اکتشاف نفت خارجی کویت برنامه های خود را برای گسترش حضور منطقه ای خود و گسترش ردپای خود در آسیا از طریق دفتر خود در کوالالامپور، مالزی اعلام کرد.

## عملیات ها
شرکت اکتشاف نفت خارجی کویت با سایر شرکت‌های E&P در سرمایه‌گذاری‌های مشترک همکاری می‌کند و به عنوان یک شریک فعال و غیرفعال عمل می‌کند. دارایی های عمده شامل اجاره اکتشاف دریایی و خشکی، ارزیابی و توسعه نفت و گاز و املاک تولید نفت و گاز است.